# Andrzej Sporzyński
Andrzej Sporzyński (ur. 1948) – polski profesor nauk chemicznych, specjalista w zakresie chemii metaloorganicznej i fizycznej chemii organicznej; profesor w Zakładzie Chemii Fizycznej Wydziału Chemicznego Politechniki Warszawskiej i Katedrze Chemii Wydziału Rolnictwa i Leśnictwa Uniwersytetu Warmińsko-Mazurskiego.
Syn Tadeusza Sporzyńskiego, wnuk Ksawerego Sporzyńskiego. Absolwent Politechniki Warszawskiej (1971). Stopień doktora habilitowanego uzyskał w 1994 r. za pracę pt. „Właściwości i niektóre reakcje chemiczne trialkilo- i triaryloboroksanów”. W 2011 r. otrzymał tytuł profesora nauk chemicznych. Był zatrudniony na stanowisku profesora  w Zakładzie Chemii Fizycznej Wydziału Chemicznego Politechniki Warszawskiej. Był też członkiem rady tego wydziału, a także członkiem rady naukowej Międzywydziałowego Centrum Biotechnologii PW.